# Marci Geller
 (mars 2025).
Pour les articles homonymes, voir Geller.
Marci Anne Geller est une auteure-compositrice-interprète américaine de Long Island dans l'État de New York aux États-Unis. Elle est une artiste de tournée de renommée internationale avec à son actif de nombreuses bandes sonores originales sur VH1, MTV, A&E, ABC Family, Discovery, FoodTV, etc. Elle est membre du SESAC et a également été nommée parmi les « 10 meilleurs auteurs-compositeurs-interprètes » par le magazine Independent Songwriter. Elle est copropriétaire de la société de production musicale indépendante / label Sonic Underground avec Gian DiMauro. Le label est né de Sonic Underground, le studio d'enregistrement qui a ouvert ses portes en 1990.

## Premières années
De 1999 à 2000, elle joue en première partie et est membre en concert du groupe de Ritchie Blackmore, Blackmore's Night, y jouant des claviers et participant aux chœurs.
Elle collabore et partage la scène avec des musiciens et compositeurs renommés tels que David Amram, Christine Lavin, Buskin and Batteau, Vance Gilbert, James Maddock, Adam Forgione, Alex Alexander (batteur de Dido), Brian Dunne, Kevin Dunne, John Tabacco, Chris Pati, Jim Dexter. Son mari et manager, musicien et ingénieur du son Gian DiMauro, coproduit son CD Here on the Edge avec le producteur David Warner Cook. Sa chanson We Carry On est jouée au cours de l'émission Regis and Kathie Lee,.
Marci est membre fondateur du trio acoustique féminin Lucky 13 , avec Susan DeVita et Cathy Kreger. Lucky 13 est actif de 2008 au début de 2011 et sortent un album.

## Projets récents
Geller publié son CD solo Open Book en 2012, lequel se classe à la 33e place des classements Folk-DJ et est nommé comme l'un des 100 meilleurs albums de 2012 dans le Roots Music Report: Folk Chart.[réf. nécessaire]
Square Peg, le dernier projet de Marci, est financé par une campagne Kickstarter. L'album sort début 2016. Une campagne sur les réseaux sociaux s'ensuit avec le hashtag « ImASquarePeg », dans lequel les personnes postent des photos d'elles-mêmes avec l'album qu'ils ont reçu. Square Peg figure au 8e rang des charts Folk-DJ en mai 2016.[réf. nécessaire]

## Discographie
| - Must Be The Moon (1997) (ep – CD) 1. Must Be The Moon 2. Falling Down 3. We Carry On 4. Girls' Nite Out - Here on the Edge (1999) (CD) 1. I'm So Angry 2. Skin 3. World Falls Down 4. Here On The Edge 5. We Carry On 6. Not That Girl Anymore 7. Light On My Face 8. Make It Feel Better 9. Look What You've Done 10. What's Going on Here 11. Falling Down 12. Say Goodbye - Naked (2004) (ep -CD) 1. Me Versus The Pill 2. Suicide 3. Home 4. The Day I Disappeared 5. Ok | - Box of Truth (2008) (CD) 1. Me Versus the Pill 2. Suicide 3. Day I Disappeared 4. Home 5. Close Your Eyes 6. OK (The la, la song) 7. That's Good 8. My Last Mistake 9. Last Night 10. Secret She Keeps 11. Truth About Lies - Open Book (2012) (CD) 1. Day Without the Kids 2. Gotta Love That Man 3. Awakened Mind avec James Maddock 4. Another Breakdown 5. Driving In Manhattan 6. Thank You avec John Tabacco 7. No Weather Down avec Vance Gilbert 8. Little Light 9. Promets-Moi avec Jean-Philippe Martignoni 10. Jack Sang On - Hommage à Jack Hardy 11. Tom McCarthy 12. Surf the Undertow |

## Récompenses
- 2017 Artiste / chanson sélectionnée au Dunst Music Project for Social Justice[réf. nécessaire]
- 2016 Artiste du Sync Summit Official Showcase[réf. nécessaire]
- Vitrine officielle de la Durango Songwriters Expo 2016[réf. nécessaire]
- Top 100 des albums folk de 2016 Int'l Folk DJ[réf. nécessaire]
- Scène principale du festival folklorique du sud de la Floride 2015/2014[réf. nécessaire]
- 2014 NERFA 1-Day, région du New Jersey[réf. nécessaire]
- 2014 Feature Showcase Folk Alliance International Conference, Kansas City, MO[réf. nécessaire]
- Scène principale du festival folklorique du sud de la Floride 2014[réf. nécessaire]
- 2013 Huntington Folk Festival Main Stage[réf. nécessaire]
- Vitrine officielle 2013 NERFA 1-Day[réf. nécessaire]
- Finaliste 2013 CT Folk Festival Song Competition[réf. nécessaire]
- Top 100 des albums folk de 2012 Int'l Folk DJ[réf. nécessaire]
- Top Album n°33 sur Folk DJ pour septembre 2012[réf. nécessaire]
- 10e place du Top 50 folklorique du Cashbox Magazine / Roots Music Report[réf. nécessaire]
- 3e place du Cashbox Magazine / Roots Music Report's NY: Roots Radio Airplay Chart[réf. nécessaire]
- Pistes 1 et 13 choisies comme « Rich's Pick » Midnight Special par Rich Warren, WFMT, 98,7[réf. nécessaire]